# Pyramidion

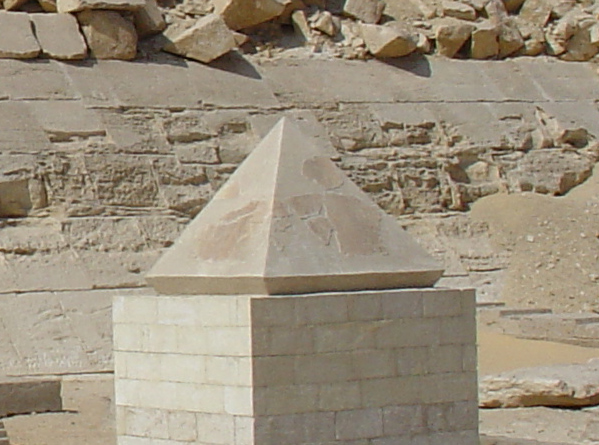
Rekonstruiertes Pyramidion vor der Roten Pyramide des Snofru in Dahschur (4. Dynastie, Altes Reich)

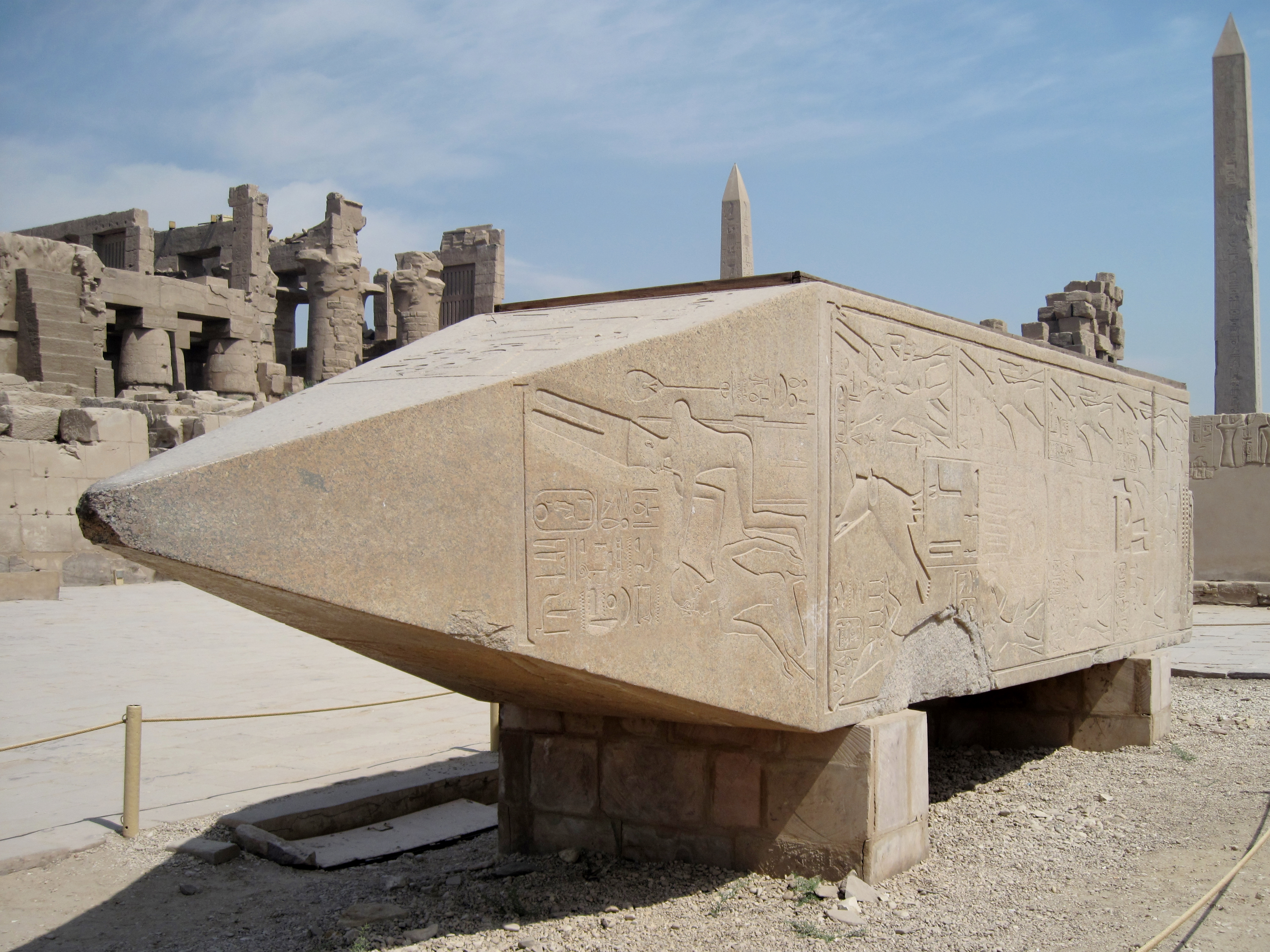
Oberer Teil mit Pyramidion eines der Obelisken der Hatschepsut in der Tempelanlage Karnak von Theben nördlich Luxors (18. Dynastie)

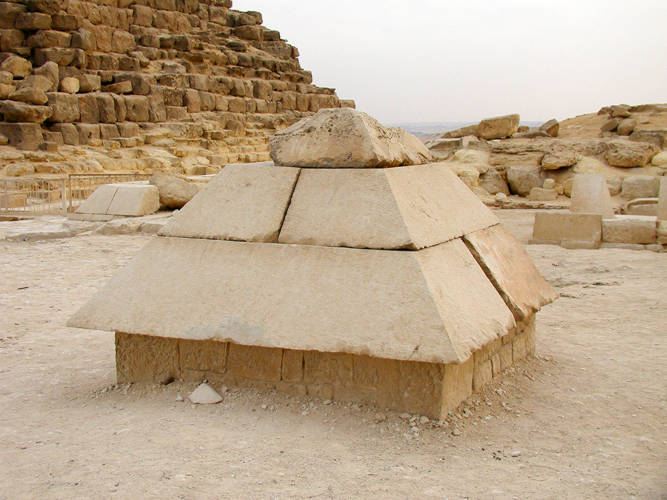
Rekonstruktion mit Pyramidion der Kultpyramide (G I-d) südöstlich der Cheops-Pyramide (4. Dynastie)

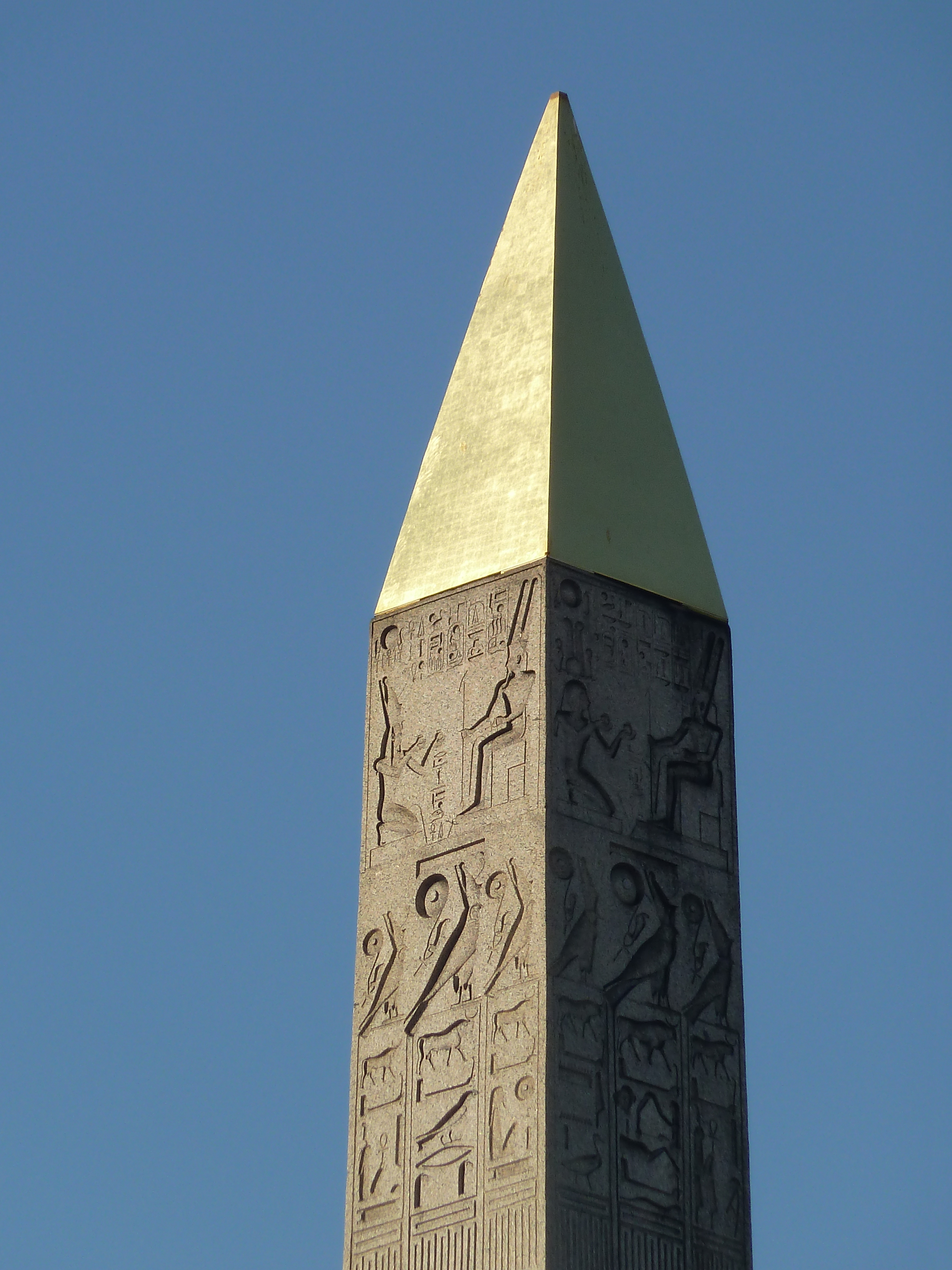
Vergoldetes Pyramidion (von 1998) am Obelisk von Luxor, einem des Ramses II. (19. Dynastie), heute auf der Place de la Concorde in Paris

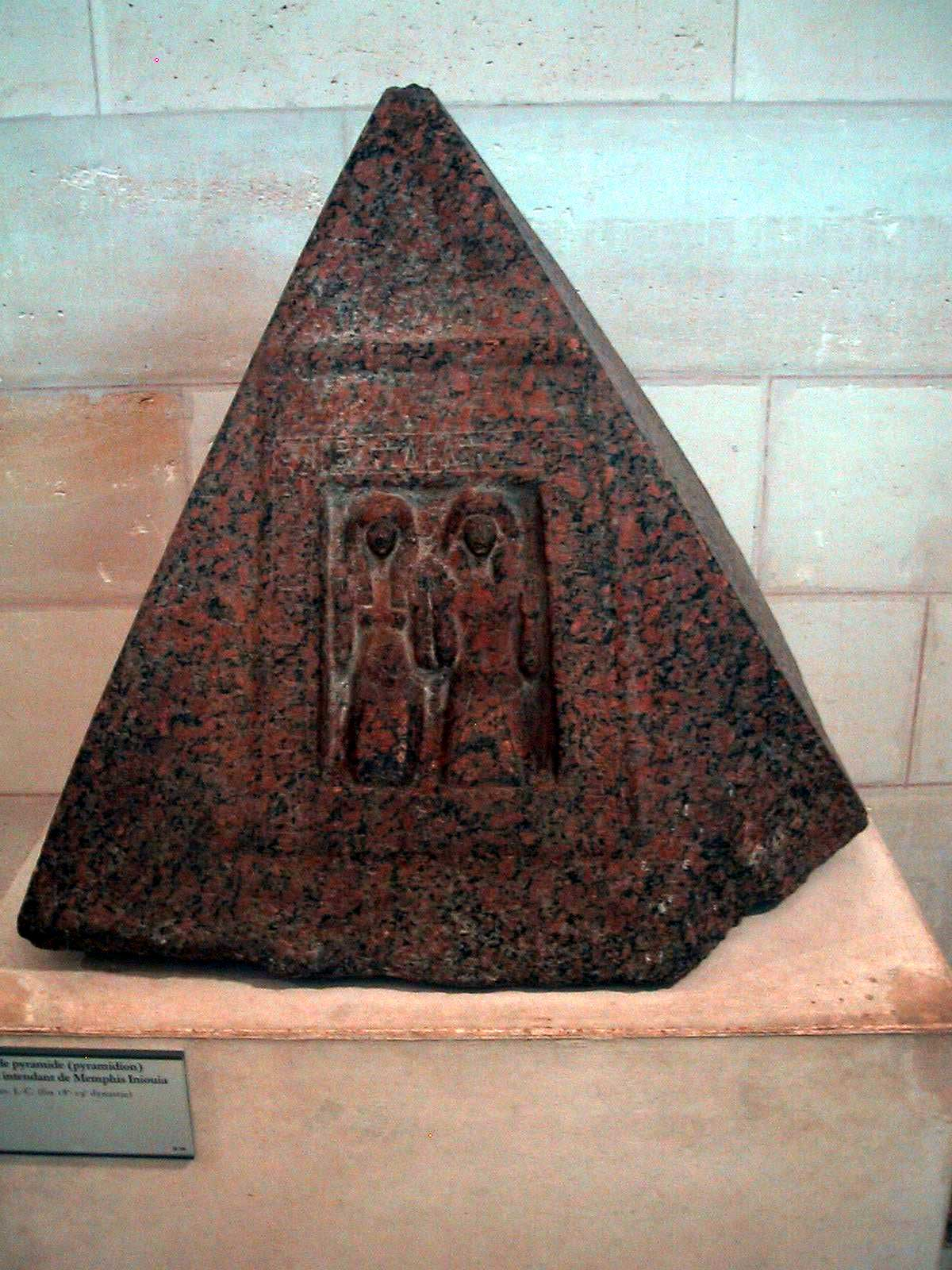
Pyramidion einer Kleinpyramide der 18. oder 19. Dynastie (Neues Reich)

Als Pyramidion wird in der Archäologie der ebenso pyramidenförmige oberste, letzte oder Schlussstein einer Pyramide bezeichnet – im Altägyptischen benbenet genannt, wie darüber mit dem sogenannten Benben assoziiert – sowie ebenfalls die pyramidenförmige Spitze eines Obelisken. Pyramidia von Pyramidenbauwerken haben nahezu die gleichen Proportionen wie diese und stellen sie als verkleinerte oder verdichtete Form dar. Im Alten Reich wurde diese Form aus einem Steinblock von Diorit, Granit oder Kalkstein herausgeschlagen. Oft sind die Seitenflächen mit Inschriften versehen und mit Elektron überzogen worden.

## Funde
Von den Pyramidenspitzen ägyptischer Pyramiden sind bisher nicht viele gefunden worden. Bei einigen der Funde ist, auch wegen des Erhaltungszustandes, nicht sicher, ob sie tatsächlich als Spitze einer Pyramide aufsaßen und, wenn ja, welcher. Manche könnten auch zu einem Obelisken gehört haben.
Aus dem Alten Reich stammen die frühesten, die Kalksteinfragmente des heute in restaurierter Form vor der Roten Pyramide des Snofru in Dahschur aufgestellten, rund anderthalb Meter hohen Pyramidions (siehe obere Abbildung) werden als älteste auf die Zeit noch vor 2620 v. Chr. datiert. Ebenso der 4. Dynastie zugehörig ist das Pyramidion der Kultpyramide (G I-d) des Chufu an der Südostecke der Cheops-Pyramide, und auch die quadratische Basis eines Pyramidions einer Nebenpyramide (G III-a) des Menkaure südlich der Mykerinos-Pyramide, beide in Giza und aus Kalkstein. Der 5. Dynastie zuzuordnen ist ein Pyramidionfragment der Chentkaus-II.-Pyramide aus dunklem Granit, das einen Metallüberzug hatte, und eines nahe der Lepsius-XXIV-Pyramide, beide in Abusir. Für die 6. Dynastie sind mehrere Pyramidia bekannt, allein vier aus dem Komplex der Teti-Pyramide in Sakkara, zwei davon mit rechteckiger Grundfläche und je knapp einen halben Meter hoch.
Aus dem Mittleren Reich erhalten und der 12. Dynastie zugeordnet sind Fragmente von Pyramidia aus rotem Granit nahe zwei Königinnengräbern des Sesostris-I.-Pyramidenkomplex in El-Lischt, beschriftete Bruchstücke des Pyramidions der Sesostris-II.-Pyramide in El-Lahun sowie das umlaufend Inschriften tragende aus schwarzem Granit der Pyramide des Amenemhet III. in Dahschur (siehe Abbildung unten).
In die Zweite Zwischenzeit datieren zwei unbeschriftete Pyramidia aus schwarzem Granit, beide am Eingang eines begonnenen Grabmalbaus (der Süd-Pyramide), ebenfalls in Süd-Sakkara und aus schwarzem Granit mehrere Fragmente des beschrifteten Pyramidions von der Pyramide des Chendjer, ferner seiner Inschrift nach das des (bisher nicht lokalisierten) Grabmals von Aja I., alle aus der 13. Dynastie, daneben aus der 17. Dynastie das der Schlammziegelpyramide des Nub-cheper-Re Anjotef in Dra Abu el-Naga.
Aus dem Neuen Reich stammen zahlreiche, nach feststehendem Bildschema dekorierte Pyramidia von Beamtengräbern, deren Oberbau zu dieser Zeit als Ziegelpyramide errichtet werden durfte. Hierzu zählt auch das einen halben Meter hohe Pyramidion des Mose oder Mes, eines Schreibers der 19. Dynastie zur Zeit Ramses II., das im 13. Jahrhundert v. Chr. aus Kalkstein gefertigt wurde und sich heute im Hildesheimer Roemer- und Pelizaeus-Museum befindet.

## Geometrische Proportionen
Die gefundenen Pyramidia entsprechen ihrer Form nach idealisiert dem geometrischen Körper einer geraden Pyramide auf Basis eines Vierecks. Manche haben eine rechteckige, die meisten eine quadratische Grundfläche; Unterschiede bestehen in den Abmessungen der Basis und der Höhe, beziehungsweise in Größe der Grundfläche und Neigung der Seiten. Bei einer regelmäßigen geraden Pyramide auf quadratischer Grundfläche ergibt sich der Neigungswinkel α der vier Seiten der Mantelfläche aus dem jeweiligen Verhältnis von Höhe h zu Basis b (tan α = 2•h / b). Beispielsweise ergibt sich für ein Pyramidion auf quadratischer Basis mit vier genau gleichseitigen Dreiecken als Seitenflächen – bei dem also alle 8 Kanten gleich lang sind – ein Neigungswinkel von 54° 44' (gerundet; Höhe zu Basislänge verhalten sich hier wie {\displaystyle 1:{\sqrt {2}}}).
Ungefähr jener Neigungswinkel wurde um 2650 v. Chr. im Alten Reich beim ersten Versuch des Snofru, eine große ungestufte Pyramide bauen zu lassen, in der 2. Bauphase der Knick-Pyramide auf einer quadratischen Grundfläche von etwa 190 Meter Basislänge realisiert; doch wegen der technischen Schwierigkeit, die gewaltige Last des Bauwerks stabil abzutragen, wurde dessen obere Partie dann in der abschließenden 3. Bauphase mit flacherer Neigung ausgeführt, einem Winkel von etwa 44°. Mit diesem Neigungswinkel wurde in Folge zwei Kilometer nördlich auf größerer Grundfläche (Basismaß etwa 220 Meter) die erste ungestufte und ungeknickte große Pyramide errichtet, die etwa gleich hohe Rote Pyramide des Snofru auf dem Plateau von Dahschur.

## Details des Pyramidions von Amenemhet III.

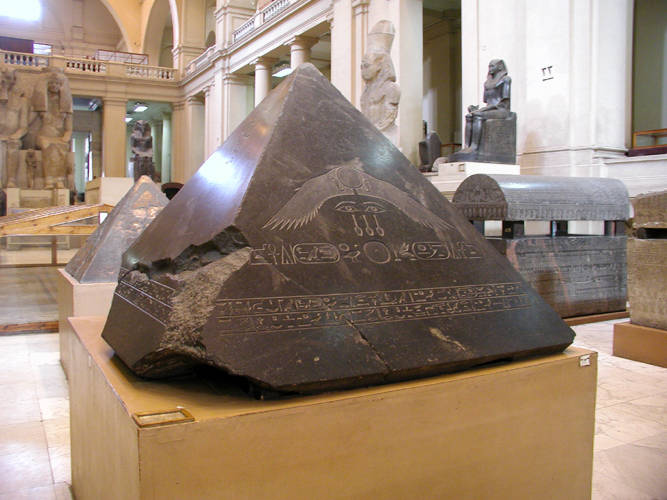
Pyramidion der Schwarzen Pyramide des Amenemhet III. (12. Dynastie, Mittleres Reich) im Ägyptischen Museum in Kairo

Das Pyramidion des auch Schwarze Pyramide genannten Bauwerkes, das Pharao Amenemhet III. aus der 12. Dynastie im Mittleren Reich schon gleich zu Beginn seiner Regierungszeit und so noch vor 1800 v. Chr. in Dahschur aufrichten ließ, wurde dort im Jahre 1900 n. Chr. im Schutt an der Ostbasis gefunden. Der pyramidenförmige Abschlussstein misst etwa 1,85 m als Basislänge der quadratischen Grundfläche und etwa 1,40 m in der Höhe; er ist aus schwarzem Granit gefertigt und allseits umlaufend mit Inschriften versehen. Möglicherweise war der Stein ebenso wie die Spitzen mancher Obelisken früher noch mit Elektron überzogen, einer metallischen Legierung aus Gold und Silber. Die wenig angegriffene glatte Oberfläche lässt aber auch die Vermutung zu, dass dieses Pyramidion nie als Spitze einer Pyramide aufgesetzt wurde.
Schon während der Bautätigkeit an der Schwarzen Pyramide in Dahschur zeigten sich Absenkungen und Risse des für seinen Untergrund zu schweren Bauwerkes, das bei einem angenommenen Böschungswinkel von rund 57° mit gut 80 m die höchste im Mittleren Reich errichtete Pyramide geworden wäre oder war. Amenemhet III. ließ bald nach dieser ersten den Bau einer zweiten beginnen, der Hawara-Pyramide von gleicher Grundfläche (Seitenlänge etwa 105 Meter), doch mit geringerem Neigungswinkel (rund 49°) und an anderer Stelle, nahe der Sesostris-II.-Pyramide im Fayyum-Becken.